# Volvo S60 Concept

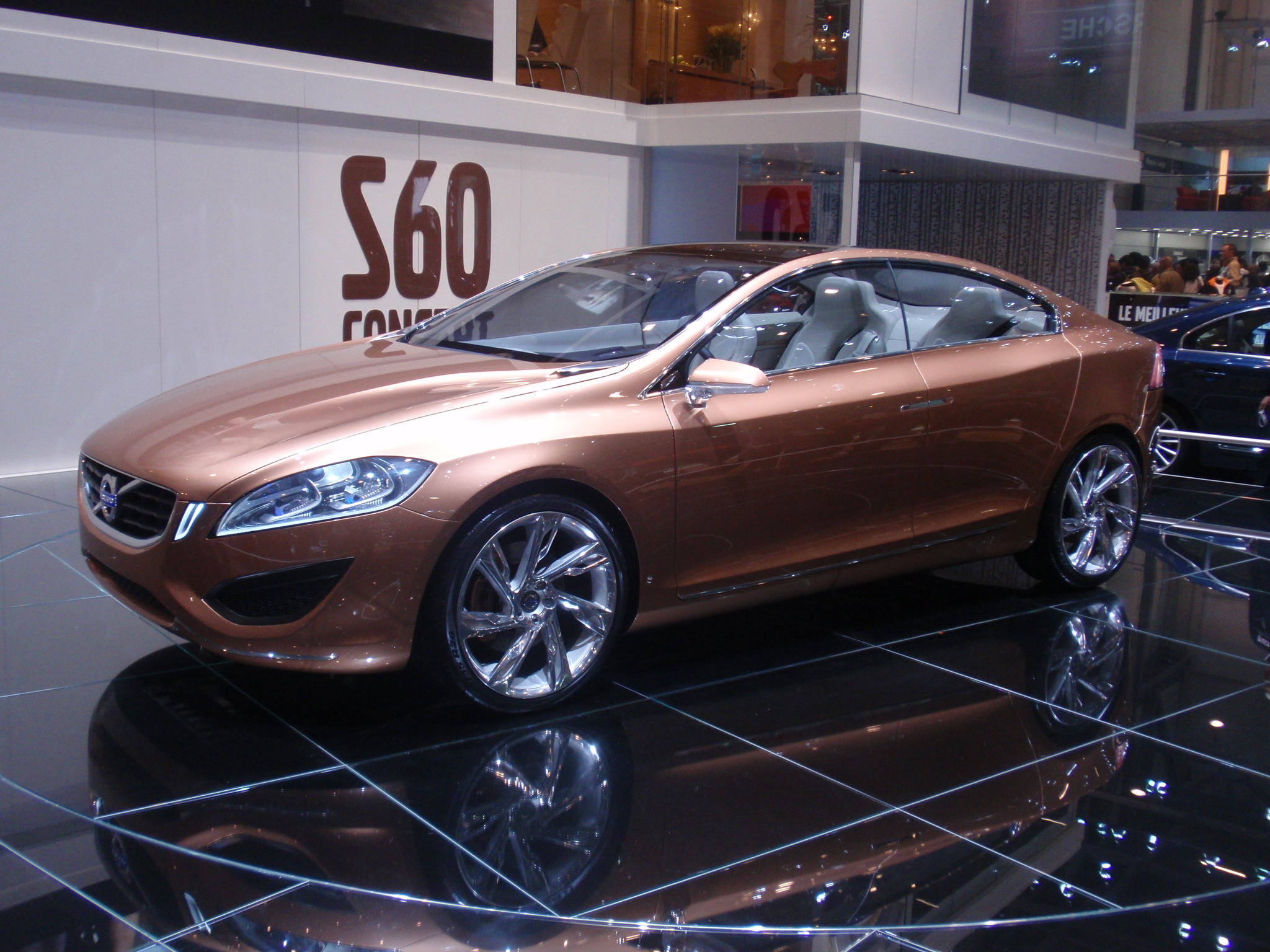
Volvo S60 Concept

Volvo S60 Concept är en konceptbil från Volvo Personvagnar som visades på bilmässan i Detroit i januari 2009.
Bilen har en liten fyrcylindrig turbomotor, avsedd för låg bränsleförbrukning och små avgasutsläpp. Konceptbilens formgivning förebådar andra generationens Volvo S60 och blev Steve Mattins sista jobb för Volvo innan han lämnade företaget våren 2009.

## Tekniska data[2]
| Tekniska data       | S60 Concept                                                           |
| ------------------- | --------------------------------------------------------------------- |
| Motor:              | Frontmonterad tvärställd fyrcylindrig radmotor med turbo              |
| Cylindervolym:      | 1,6 l                                                                 |
| Max effekt:         | 180 hk                                                                |
| Ventilstyrning:     | Dubbla överliggande kamaxlar per cylinderrad, 4 ventiler per cylinder |
| Bränslesystem:      | Direktinsprutning                                                     |
| Drivning:           | Framhjulsdrift                                                        |
| Växellåda:          | 6-växlad manuell, med automatisk koppling                             |
| L x B x H:          | 454 x 188 x 138 cm                                                    |
| Bränsleförbrukning: | 5,0 l/100 km                                                          |
| Koldioxidutsläpp:   | 119 g/km                                                              |